# Murszyd Mutalimow
Murszyd Mutalimowicz Mutalimow (ros. Муршид Муталимович Муталимов; ur. 22 stycznia 1991) – rosyjski zapaśnik startujący w stylu wolnym. Czwarty w Pucharze Świata w 2015. Mistrz Europy kadetów z 2007. Wicemistrz Rosji w 2017 roku.